# 柱筒枸杞
柱筒枸杞（学名：Lycium cylindricum）为茄科枸杞属下的一个种。

## 扩展阅读
- 維基物種上的相關：柱筒枸杞